# 95
95 (XCV) var ett normalår som började en torsdag i den julianska kalendern.

## Händelser

### Okänt datum
- Frontinus utnämns till överintendent för akvedukterna (curator aquarum) i Rom.
- Kejsar Domitianus blir konsul i Rom.
- Aposteln Johannes skickas i exil till ön Patmos, där han skriver Uppenbarelseboken.

## Avlidna
- Epaphroditus, sekreterare till kejsar Nero (avrättad)
- Quintilianus, romersk retoriker